# Милвоки бакси
Милвоки бакси (engl. Milwaukee Bucks) су  амерички кошаркашки клуб из Милвокија, Висконсин. Играју у НБА лиги (Централна дивизија).

## Пензионисани бројеви
- 1 Оскар Робертсон, Б, 1970-74
- 2 Џуниор Бриџман, К, 1975-84 и 1986-87
- 4 Сидни Монкриф, Б, 1979-89
- 14 Џон Макглоклин, Б, 1968-76
- 16 Боб Ланир (кошарка)Боб Ланир, Ц, 1980-84
- 32 Брајан Винтерс, Б, 1975-83
- 33 Карим Абдул-Џабар, Ц, 1968-75

### Остали значајни појединци
- Реј Ален
- Вин Бејкер
- Сем Касел
- Дејл Елис
- Ти-Џеј Форд
- Џеј Хамфриз
- Ервин Џонсон
- Тони Кукоч
- Мозис Малон
- Гари Пејтон
- Рики Пирс
- Глен Робинсон
- Тим Томас